# Royal City (Washington)
Pour les articles homonymes, voir Royal City.
Royal City est une ville américaine située dans le comté de Grant, dans l'État de Washington. Selon le recensement de 2020, sa population est de 1 776 habitants.